# Ожини
Ожини (пол. Orzyny, нім. Erben) — село в Польщі, у гміні Дзьвежути Щиценського повіту Вармінсько-Мазурського воєводства.
Населення — 325 осіб (2011).

## Демографія
Демографічна структура станом на 31 березня 2011 року:
|          | Загалом | Допрацездатний вік | Працездатний вік | Постпрацездатний вік |
| -------- | ------- | ------------------ | ---------------- | -------------------- |
| Чоловіки | 161     | 40                 | 109              | 12                   |
| Жінки    | 164     | 33                 | 102              | 29                   |
| Разом    | 325     | 73                 | 211              | 41                   |